# روني سميث
روني سميث (بالفرنسية: Ronnie Smith)‏ (و. 1962 – 2011 م) هو لاعب كرة سلة فرنسي، ولد في غالفستون، مركز لعبه هو وسط، توفي عن عمر يناهز 49 عاماً، بسبب حادث مرور.

## روابط خارجية
- روني سميث على موقع الاتحاد الدولي لكرة السلة (الإنجليزية)
- روني سميث على موقع كرة السلة الأوروبية.كوم (الإنجليزية)
- روني سميث على موقع كلية كرة السلة في سبورتس رفرنس.كوم (الإنجليزية)
- روني سميث على موقع بروبوليرز (الإنجليزية)